# Bathysfeer

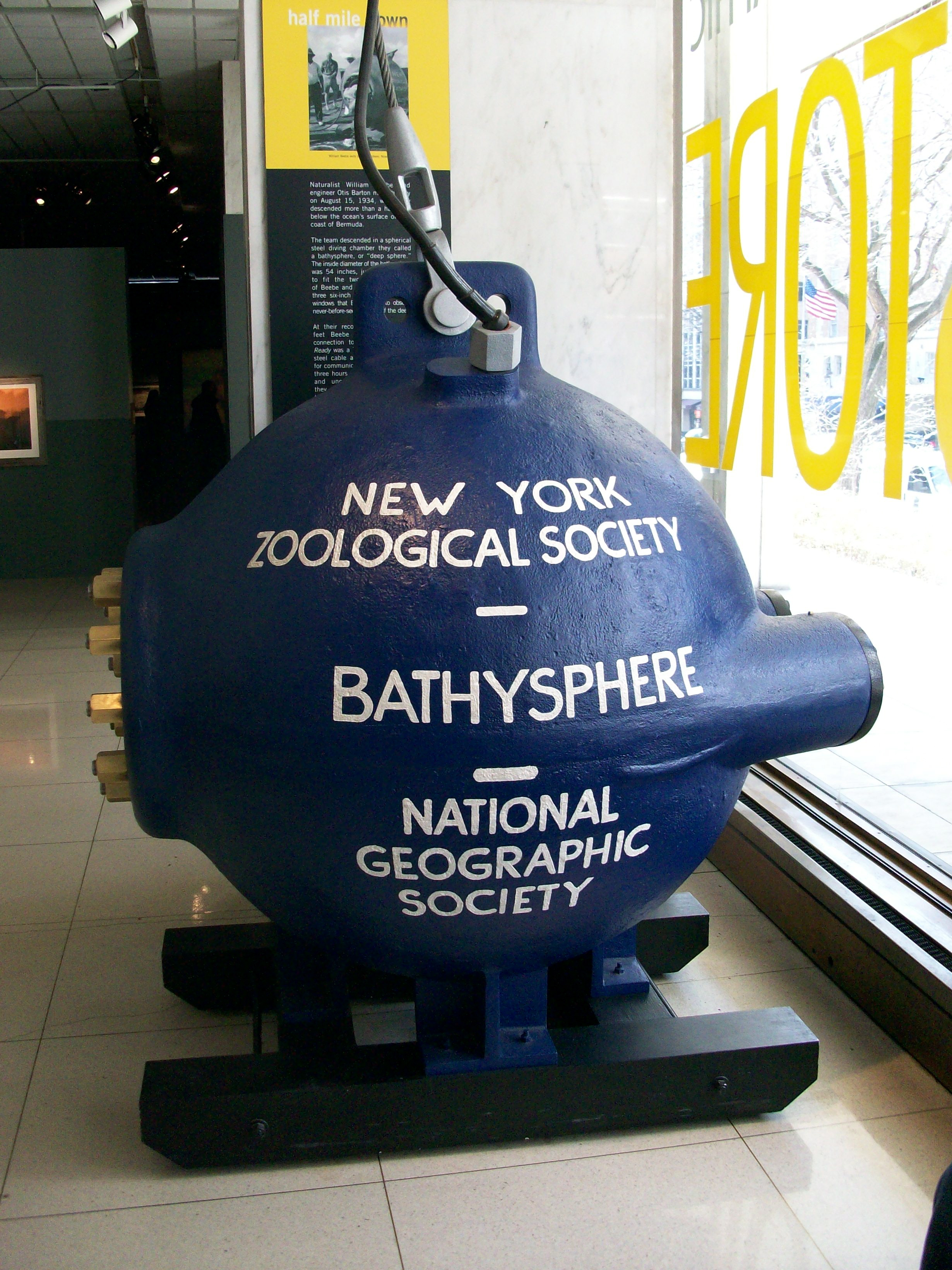
Bathysfeer

Een bathysfeer is een holle bol die aan stalen kabels tot grote diepte neergelaten wordt voor diepzeeonderzoek. Hij is gemaakt van zeer stevig drukbestendig materiaal. 
De bathysfeer werd in 1928/29 ontwikkeld door Otis Barton voor de onderzoeker William Beebe. Beebe en Barton maakten samen verschillende duiken met de bathysfeer om het leven in de diepzee te bestuderen. Ze kwamen tot maximaal 923 meter diepte (de lengte van het koord), waarmee ze ook verschillende records op hun naam zetten.
De latere bathyscaaf is hiervan een verbetering. Hij hangt niet aan kabels maar kan zich vrij bewegen.